# Эмерджентный геймплей
Непредсказуемый сюжет игры или эмерджентный геймплей — сложные ситуации, в настольных, ролевых, или компьютерных играх, возникающие в результате взаимодействия относительно простых игровых механик.
Разработчики пытались стимулировать возможность возникновения эмерджентной игры, предоставляя игрокам такие инструменты, как размещение веб-браузеров внутри игрового движка (например, в Eve Online, The Matrix Online), предоставление средств интеграции XML и языков программирования (Second Life), фиксация обменных курсов (Entropia Universe), возможность создания любого объекта по желанию игрока для решения головоломок (Scribblenauts).

## Преднамеренная нелинейность
Непредсказуемый сюжет игры возникает,  когда разработчики предусматривают возможность применения игры в определенном творческом ключе. Начиная с 1970-х и 1980-х годов в настольных и ролевых играх, таких как Cosmic Encounter или Dungeons & Dragons, непредсказуемость в развитии сюжета — основная функция игры, поскольку игрокам предлагаются относительно простые правила или механизмы поведения, которые намеренно стимулируют к поиску творческих стратегий или взаимодействий и применению полученных результатов для победы или достижения цели.

### Креативные решения
Immersive sims, такие как Deus Ex и System Shock — игры, построенные на принципе случайного игрового процесса. В таких играх, где персонаж игрока имеет ряд способностей и инструментов, а также последовательный игровой мир с фиксированными правилами, пользователю не навязывается какое-либо конкретное решение, хотя и предлагаются способы решения возникающих задач. Например, чтобы пройти мимо охранника, блокирующего дверь, игрок может атаковать охранника в лоб, подкрасться и отправить его в нокаут, отвлечь внимание, чтобы тот покинул свой пост, или использовать паркур, чтобы добраться до другого выхода, расположенного за пределами прямой видимости и т. д. В таких играх можно решать игровые задачи, используя варианты, которые не были предусмотрены разработчиками игры. Например, в Deus Ex разработчики с удивлением обнаружили, что игроки используют настенные мины в качестве крюков для подъема на высоту, лазая по стенам. Аналогичная концепция существует и в играх жанра roguelike, где эмерджентный геймплей рассматривается как один из самых ценных аспектов в Берлинской интерпретации 2008 года для roguelikes.
Подобное явление может происходить и в играх благодаря открытому игровому миру, нелинейности и огромному количеству доступных объектов, как, например, в Minecraft, Dwarf Fortress или Space Station 13. В этих играх отсутствуют критерии конечной цели, хотя они, как и иммерсивные симуляторы, представляют собой последовательный, основанный на определённых правилах мир. Зачастую в таких проектах игроку предлагаются руководства по действиям в игре. На основе полученных инструкций возможно следовать намеченному пути прохождения или развиваться в совершенно ином направлении, как, например, в случае с экстравагантными симуляторами машин в Minecraft.
Некоторые классы игр-головоломок открытого типа также могут поддерживать эмерджентный геймплей. Линейка игр компании Zachtronics, таких как Spacechem и Infinifactory, в целом считается головоломками для программистов, в которых игроку необходимо собрать части механизма для производства конкретного продукта из различных исходных компонентов. В остальном, игры не имеют ограничений по количеству используемых компонентов и продолжительности процесса, хотя с помощью внутриигровых рейтингов, игроки поощряются за более высокие результаты, чем их друзья по сети. Несмотря на то, что каждая головоломка составляется таким образом, чтобы гарантировать наличие хотя бы одного возможного решения, игроки часто находят неожиданные варианты реализации, которые могут быть более изящными, с неожиданным применением элементов или значительно отличающимися от задуманного сценария.

### Возникающее повествование
Некоторые механики игр не используют заранее спланированную сюжетную структуру, даже нелинейные.
В The Sims в результате действий игрока может возникнуть новая сюжетная линия. Однако игроку предоставляется настолько большой контроль, что он скорее создает сюжет целиком, чем взаимодействует с ним. Эмерджентное повествование лишь частично формируется игроком. Уоррен Спектор, разработчик игры Deus Ex, утверждает, что эмерджентному повествованию не хватает эмоционального воздействия линейного повествования.
В Left 4 Dead реализована динамическая система драматургии, темпа и сложности игры под названием «Директор». Принцип называется «Процедурное повествование»: вместо того, чтобы постоянно увеличивать сложность игры, игровой искусственный интеллект анализирует, как игроки прошли игру до этого момента, и пытается добавить такие последующие события, которые придадут происходящему ощущение реальности и последовательности сюжета.
В Minecraft и Dwarf Fortress эмерджентный характер повествования также обусловлен абстрактностью представления элементов в игре, позволяющей применять универсальные свойства к нескольким объектам, без необходимости разработки специального контента для каждого отдельного состояния; это позволяет создать более реалистичное поведение неигровых объектов, что способствует развитию сюжетной динамики. Например, в Dwarf Fortress любое из живых существ в игре может получить состояние алкогольного опьянения, что создаёт случайное поведение в движении, но не требует от существ каких-либо уникальных отличий, в то время как в более реалистичной игре для пьяного тела потребовались бы новые ресурсы и модели. Поскольку речь идёт об абстрактных и взаимодействующих механиках, это может привести к появлению неожиданного поведения, которого разработчики не ожидали.

## Непреднамеренное проявление
Непреднамеренное проявление происходит в тех случаях, когда творческое использование видеоигры не было предусмотрено её разработчиками.

### Стратегии, основанные на глюках или причудах
Эмерджентный геймплей может возникать в результате действий игрового искусственного интеллекта или создания эффектов, неожиданных даже для разработчиков программного обеспечения. Причиной тому служит либо программный сбой, когда игра работает нормально, но при неправильном поведении игрока происходят странные реакции, либо программа, позволяющая развивать ИИ, например, незапланированные генетические заболевания, которые могут возникать в серии Creatures.
В некоторых играх, особенно в шутерах от первого лица, игровые глюки или недоработки физического движка могут стать жизнеспособными вариантами стратегий поведения игрока или даже привести к появлению самостоятельных жанров или типов игры. В серии игр Quake компании id Software такими примерами являются «rocket jump»и «strafe-jumping». В игре Halo 2 быстрое нажатие кнопки атаки ближнего боя (B), затем кнопки перезарядки (X) и основной кнопки огня (правый триггер) приводит к тому, что игроку не нужно ждать, пока оружие после атаки ближнего боя вернётся в исходное положение для стрельбы. Это стало известно как «BXR-ing».
В игре Starsiege: Tribes присутствовал глюк физического движка, который позволял игрокам «кататься» по крутым склонам, быстро нажимая на клавишу прыжка и набирая при этом огромную скорость. Использование этого глюка вошло в основу всего игрового процесса, вытеснив транспортные средства, которые изначально задумывались разработчиками как основное средство передвижения по большим картам.
Благодаря технической ошибке компании Capcom понятие «комбо» (или 2-1 combo) появилось в файтинге Street Fighter II, когда опытные игроки научились комбинировать несколько атак, не оставляющих противнику времени на восстановление, при условии, что момент нанесения ударов рассчитан достаточно точно.
В версии игры FIFA для Playstation 1, вышедшей в 2004 году, были добавлены новые умения и навыки атаки, такие как бег от мяча и передача мяча (чувствительная к прикосновению), рассчитанные на использование аналоговых контроллеров. Особо бывалые игроки умело и быстро манипулировали оригинальными, не аналоговыми контроллерами PS с джойстиком, искусственно внедряя эти функции в подобные игры серии, по крайней мере, начиная с издания 1999 года. Бота было относительно легко победить даже на самом сложном уровне в одиночной игре, используя ряд трюков из инструкции, от которых ИИ не мог защититься или воспроизвести их последовательно. Однако, люди с большим игровым опытом обнаружили, что при попытке превратить игру в более реалистичный футбольный симулятор и играя без использования данных трюков, казалось, что упрощённый внутриигровой ИИ реагирует, обучаясь от игрока с помощью осмотического метода, более творчески относясь к командам соперника и явно обучаясь выбирать игроков вне мяча, а также направление своего удара, что, как предполагалось, было невозможно при использовании не аналогового контроллера.

### Изменение целей игры
В гоночных играх, в частности, Project Gotham Racing игроки придумали альтернативную задачу, известную как «кошки-мышки». Гонщики играют в командах, состоящих минимум из двух машин. Каждая команда выбирает одну очень слабую машину в качестве «мышки», и их цель — чтобы «медленная» машина пересекла финишную черту первой. При этом участники команды на более быстрых машинах стремятся вывести выбранную «медленную» машину в лидеры и столкнуть с дороги другие, не очень быстрые машины соперников.
Завершение игр без получения некоторых предметов или путём «перескакивания» уровней — казалось бы, необходимых фрагментов игрового процесса — приводит к нарушению последовательности (sequence breaking), технике, которая сформировала своё собственное сообщество. Зачастую, скорость прохождения и/или минимальное использование предметов являются вполне почётными достижениями. Подобная техника давно используется в серии игр Metroid и превратилась в сообщество, занимающееся скоростным прохождением игры. В NetHack, со временем, многие из таких задач стали называться «поведением», и игроки, которым удалось завершить игру, например, пацифистом или мастером здорового образа жизни, получают заслуженное признание в сообществе. Аналогичная форма ограниченного геймплея была реализована в World of Warcraft, известная как прокачка уровня «железного человека».
Изменение игрового процесса может быть использовано для создания собственной мини-игры, как, например, «Челлендж зелёного демона» в Super Mario 64, где необходимо избежать сбора 1-up, который преследует игрока даже проходя через текстуры, в то время как игрок пытается собрать все красные монеты на уровне. Другие задачи построены на достижении обычно недоступных областей или предметов, иногда с использованием сюрпризов или вспомогательных средств геймплея, или на завершении уровня, без использования одного из важных игровых элементов, таких как кнопка «прыжок» или джойстик.
Машинима, или использование компьютерной анимации на движках видеоигр для создания фильмов, зародилась в 1996 году. Практика записи игровых встреч (Deathmatch) в компьютерной игре Quake компании id Software в 1996 году была доработана за счёт добавления сюжета, в результате чего цель перешла от победы к созданию фильма (видеоклип). В дальнейшем, разработчики игр стали активнее поддерживать создание машинима, например, игра The Movies от Lionhead Studios, вышедшая в 2005 году, адаптирована для этой цели.

### Взаимодействие с реальным сектором экономики
Трейдеры в ММО с экономической системой занимаются исключительно приобретением виртуальных игровых объектов или аватаров, которые затем продают за реальные деньги на сайтах аукционов или обмена игровой валюты. В результате, цель трейдера — заработать реальные деньги, независимо от первоначальных замыслов разработчика игры.
Многие игры запрещают торговлю валютой в EULA, но, тем не менее, это широко распространённая практика.
Некоторые игроки предоставляют услуги в реальном мире (например, разработка сайтов, хостинг), оплачиваемые внутриигровой валютой. Таким образом они оказывают влияние на экономику игры, поскольку рост благосостояния/власти в игре не связан с игровыми событиями. Например, такая стратегия используется в игре World of Warcraft компании Blizzard Entertainment.